# Metal Heart
Metal Heart – szósty album grupy Accept. Tytułowy utwór stał się znanym przebojem dzięki wstawieniu fragmentu utworu Dla Elizy w miejscu solówki gitarowej oraz fragmentu Marszu Słowiańskiego autorstwa rosyjskiego kompozytora Piotra Czajkowskiego na początku utworu.

## Lista utworów
Strona A
1. "Metal Heart" – 5:19
2. "Midnight Mover" – 3:05
3. "Up to the Limit" – 3:47
4. "Wrong Is Right" – 3:08
5. "Screaming for a Love-Bite" – 4:06

Strona B
1. "Too High to Get It Right" – 3:47
2. "Dogs on Leads" – 4:23
3. "Teach Us to Survive" – 3:32
4. "Living for Tonite" – 3:33
5. "Bound to Fail" – 4:58

## Twórcy
- Udo Dirkschneider – wokal
- Wolf Hoffmann – gitara
- Jörg Fischer – gitara rytmiczna
- Peter Baltes – gitara basowa
- Stefan Kaufmann – perkusja